# Soitec
Soitec (Euronext: SOI) es una empresa industrial francesa que diseña y produce materiales semiconductores.
Estos materiales se utilizan en la fabricación de chips que equipan teléfonos inteligentes, tabletas, computadoras, servidores informáticos o centros de datos. También se encuentran en componentes electrónicos que se encuentran en automóviles, objetos conectados, equipos industriales y médicos.
El producto estrella de Soitec es el silicio sobre aislante (SOI).